# 森山重雄
森山 重雄（もりやま しげお、1914年12月5日 - 2000年6月5日）は、日本の国文学者。専門は日本文学。東京都立大学名誉教授。筆名は森繁男。新潟県出身。

## 略歴
東京大学文学部国文科卒業後、都立高校教諭を経て、東京都立大学教授となる。都立大学定年後は様々な大学の誘いを断り、三一書房を中心に年1冊程度の研究書を刊行した。上田秋成や井原西鶴、浄瑠璃などを主に研究したほか、アナーキズムやプロレタリア文学にも言及した。

## 著書

### 単著
- 『雨月物語・春雨物語』創元社、1956年
- 『西鶴』福村書店、1957年
- 『中世と近世の原像 』新読書社、1965年
- 『西鶴の世界』講談社、1969年
- 『実行と芸術』塙書房、1969年
- 『封建庶民文学の研究』三一書房、1960年/新装版、1971年
- 『序説転換期の文学』三一書房、1974年
- 『近世文学の溯源』桜楓社、1976年
- 『文学としての革命と転向』三一書房、1977年
- 『上田秋成初期浮世草子評釈』国書刊行会、1977年
- 『秋成言葉の辺境と異界』三一書房、1981年
- 『西鶴の研究』新読書社、1981年
- 『近松の天皇劇』三一書房、1981年
- 『幻妖の文学上田秋成』三一書房、1982年
- 『浄瑠璃の小宇宙』三一書房、1983年
- 『評伝宮嶋資夫』三一書房、1984年
- 『上田秋成史的情念の世界』三一書房、1986年
- 『北村透谷』日本図書センター、1986年
- 『文学アナキズムの潜流』土佐出版社、1987年
- 『近世の語りと劇』三一書房、1987年
- 『葉山嘉樹「誰が殺したか」』土佐出版社、1988年
- 『折口信夫「死者の書」の世界』三一書房、1991年
- 『鶴屋南北綯交ぜの世界』三一書房、1993年
- 『上田秋成の古典感覚』三一書房、1996年

### 編著
- 『近世演劇の思想と伝統』東京都立大学伝統文化の会、1966年
- 『日本文学始源から現代へ』笠間書院、1978年
- 『大逆事件=文学作家論』三一書房、1980年

### 共著
- 『日本文学の伝統と創造』日本文学協会編、岩波書店、1953年
- 『日本文学の伝統と創造 続』日本文学協会編、岩波書店、1954年
- 『日本文学講座（第4巻）』日本文学協会編、東京大学出版会、1954年
- 『岩波講座文学（6）』岩波書店、1954年
- 『日本文学講座（第4巻）』河出書房、1955年
- 『国民文学の課題』日本文学協会編、岩波書店、1955年
- 『日本人物史大系（第3巻）』北島正元編、朝倉書店、1959年
- 『民俗文学講座（第6巻）』和歌森太郎ほか編、弘文堂、1960年
- 『講座日本文学（13）』全国大学国語国文学会監修、三省堂、1969年
- 『有島武郎研究』瀬沼茂樹・本田秋五編、右文書院、1972年
- 『現代日本文学大系（49）』筑摩書房、1973年
- 『講座日本思想（3）』相良亨ほか編、東京大学出版会、1983年
- 『宮嶋資夫著作集（第3巻）』小田切秀雄監修、西田勝ほか編、慶友社、1983年
- 『日本文学講座（1）』日本文学協会編、大修館、1987年
- 『近代日本文学の諸相』安川定男先生古稀記念論文集編集委員会編、明治書院、1990年
- 『鶴屋南北論集』鶴屋南北研究会編、国書刊行会、1990年
- 『浮世草子研究資料叢書』倉員正江・佐伯孝弘編、クレス出版、2008年